# Rebelião Camponesa Donghak
Rebelião Camponesa Donghak (Hangul:동학 농민 운동, Donghak Nongmin Undong, Hanja: 東學 農民 運動), também conhecida como Rebelião Donghak ou Revolta Camponesa de 1894, foi um rebelião armada liderada por camponeses e seguidores da religião Donghak que ocorreu na Coreia (depois da dinastia Joseon) em 1894.
Donghak foi uma religião humanista que enfatizava a igualdade humana, com uma teologia panteísta. A revolta ocorreu no sul da Coreia, com maior proeminência em Jeolla e deu origem à Primeira Guerra Sino-Japonesa. A rebelião teve início em Gobu (Jeongeup) em fevereiro de 1894, quando agricultores protestaram contra a corrupção de funcionários locais. As forças do governo não conseguiram reprimir as escaramuças iniciais resultando em grande conflitos agravados. Quando a corte real procurou ajuda da China para superar a rebelião, o Japão decide também enviar tropas. O conflito legitimou um número considerável de baixas com cerca de 6 mil soldados coreanos  e 200 soldados japoneses mortos contra centenas de milhares de mortos tanto do sul como do norte Jeob.